# HMS Victory (1765)
HMS Victory (His Majesty's Ship Victory) is een oorlogsschip dat dienstdeed bij de Britse Marine in de achttiende en negentiende eeuw en speelde een belangrijke rol in de zeeslag bij Trafalgar waar ze de Franse en Spaanse schepen versloeg als vlaggenschip van admiraal Horatio Nelson. Sinds 1922 ligt het schip in droogdok nr. 2 (het oudste droogdok ter wereld) in Portsmouth en trekt als museumschip ongeveer 350.000 bezoekers per jaar. Het is, hoewel niet meer zeewaardig, nog steeds in dienst bij de Britse marine als vlaggenschip, sinds 2012 van de First Sea Lord. Het is daarmee het oudste, nog in dienst zijnde, oorlogsschip ter wereld.

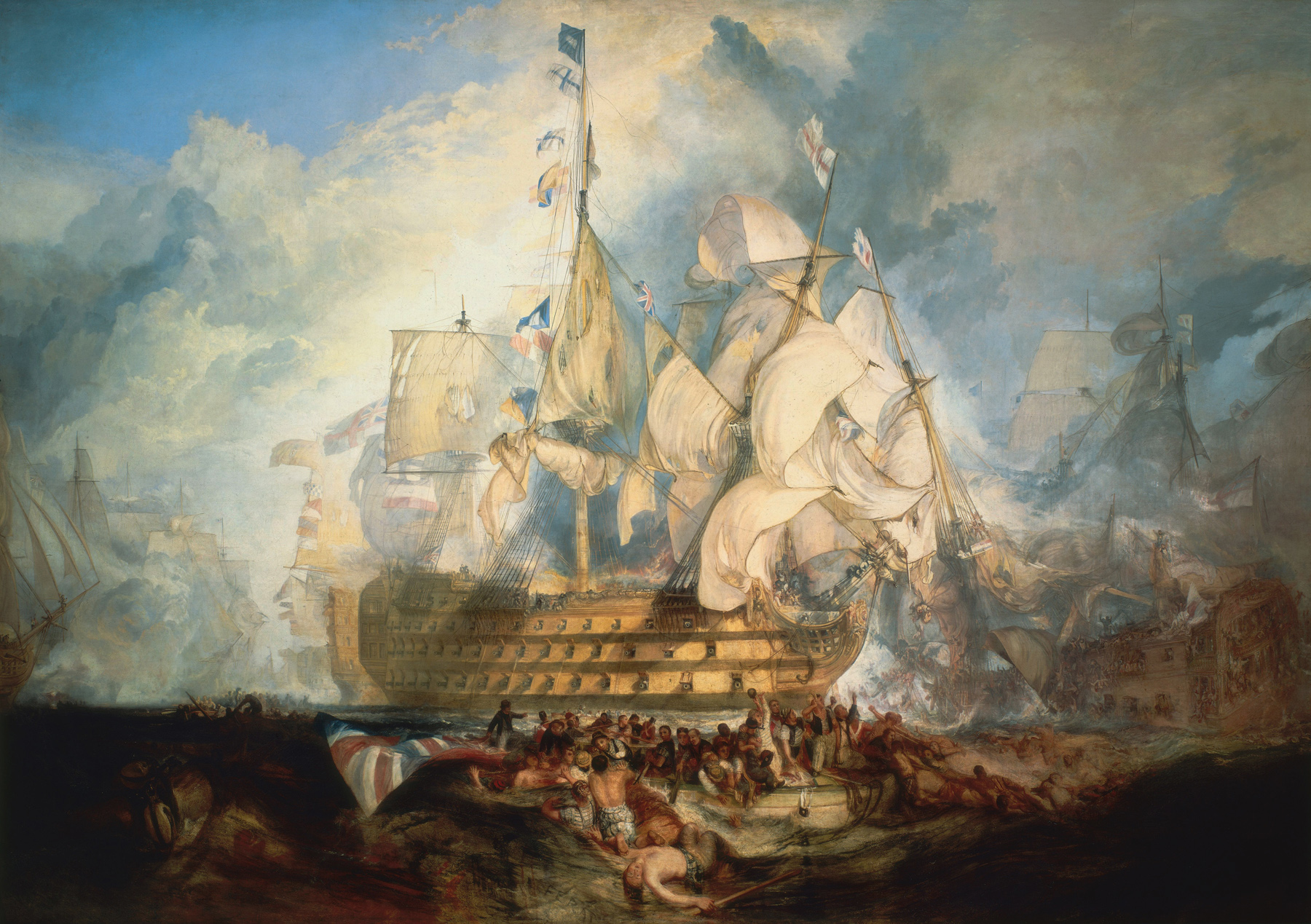
Victory tijdens de Slag bij Trafalgar (1805)
(1822-1824), William Turner, NMM

Het schip kwam in 1778 (de bouw duurde 6 jaar) in dienst als linieschip van het eerste charter. Het schip had 850 opvarenden en 102 gietijzeren kanonnen en carronades aan boord die op drie dekken stonden opgesteld. Tezamen konden zij 500 kg ijzer in één salvo meer dan een halve zeemijl ver schieten. Daarbij verbruikten de kanonniers 200 kg kruit. Op die afstand sloeg een projectiel uit het zwaarste kanon (32 ponder) nog altijd een gat in eikenhout van 60 cm dik.

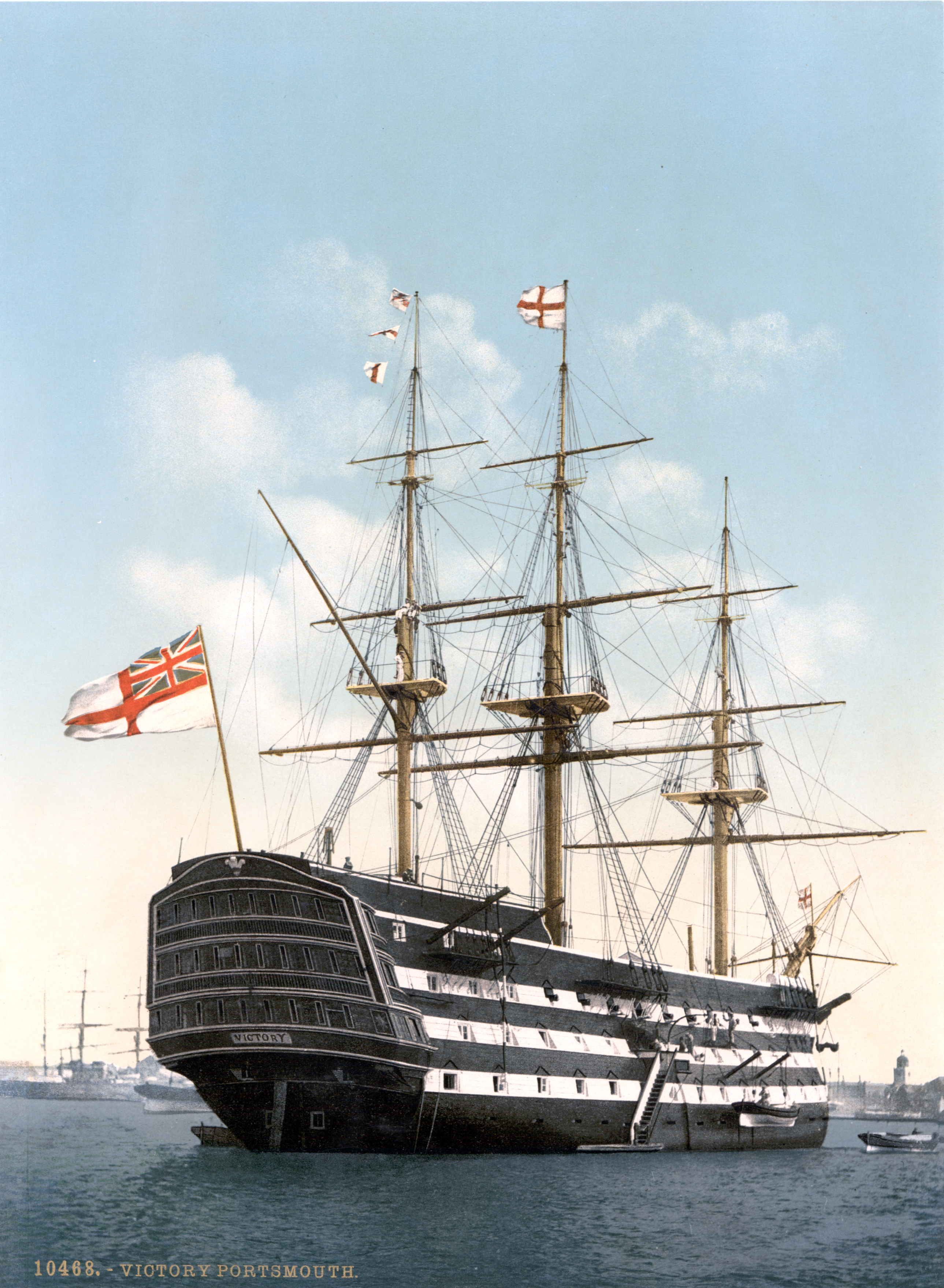
De Victory
(ca. 1890-1905)

De kiel is van iepenhout terwijl de romp uit eiken bestaat. De masten zijn driedelig en gemaakt uit vurenhout omdat dit flexibel is. Alleen al voor de constructie van de zware spanten en dubbele huidbeplanking had men 2500 volwassen bomen van een eeuw oud nodig. Het schip kan in totaal 5468 m² zeildoek voeren en de lengte van de tuigage bedraagt bijna 42 km. Midscheeps staat er een dubbele kaapstander waarin 260 man draaibomen van essenhout als spaken in de kop van de gangspil staken om zo de twee ankers van elk bijna vijf ton te lichten bij vertrek.
Bij slecht weer stonden 150 mannen aan de pompen te zwoegen om 120 ton water per uur uit de romp te verwijderen.